# Bertram Brenig
Bertram Brenig (* 18. Dezember 1959 in München) ist ein deutscher Veterinärmediziner, Molekulargenetiker und Biotechnologe.

## Leben
Brenig besuchte das Humboldt-Gymnasium Vaterstetten. Von 1979 bis 1984 studierte er Veterinärmedizin an der Ludwig-Maximilians-Universität München und der Veterinärmedizinischen Universität Wien. 1987 wurde er in München mit der Arbeit Klonierung mikroinjizierbarer Genkonstrukte und deren Nachweis in transgenen Tieren zum Dr. med. vet. promoviert. 1993 habilitierte er sich ebendort. Im selben Jahr erhielt er einen Ruf auf den Lehrstuhl für Molekularbiologie der Nutztiere an die Georg-August-Universität Göttingen, zudem Direktor des Tierärztlichen Instituts der Georg-August-Universität Göttingen. 2001 erhielt er die Fachtierarztanerkennung für Molekulargenetik und Biotechnologie.
Er ist Sohn des Physikers Wilhelm Brenig und Bruder des Physikers Wolfram Brenig.

## Wirken
Internationale Aufmerksamkeit erlangte Brenig u. a. durch die Entdeckung spezifischer Nukleinsäuren im Serum von BSE (bovine spongiforme Enzephalopathie) erkrankten Rindern und dem daraus entwickelten ersten Lebendtest für BSE (GLT, Göttinger Lebendtest). 2016 konnte er außerdem zwei bedeutende tödliche Gendefekte beim Holstein Friesian Rind aufklären. 2017 gelang Brenig die Aufklärung der genetischen Ursache des Morgagni-Katarakts. Brenig ist weiterhin international ein gefragter Spezialist für forensische Veterinärmedizin.
Seit 2005 ist er Mitherausgeber und seit 2008 Associate Editor der wissenschaftlichen Zeitschriften BMC Genetics (BioMed Central), BMC Veterinary Research, Genetics and Molecular Biology (GMB) und Frontiers in Livestock Genetics. Darüber hinaus seit 2008 Mitglied des Editorial Board des International Journal of Zoology.
Von 2001 bis 2005 war er Mitglied des wissenschaftlichen Beirats des Niedersächsischen Landesamts für Verbraucherschutz und Lebensmittelsicherheit. Brenig war außerdem von 2003 bis 2009 Senator der Deutschen Forschungsgemeinschaft (DFG) und Mitglied des Bewilligungs- und Hauptausschusses der DFG. An der Georg-August-Universität Göttingen wirkte Brenig u. a. als Mitglied in der Haushalts- und Planungskommission, im Senat und in der Zeit von 1997 bis 2000 und 2008 bis 2011 erneut als Dekan der Fakultät für Agrarwissenschaften. Brenig war Mitgründer der Biotechnologie Firma Eurofins Medigenomix GmbH.
Daneben ist oder war Brenig Mitglied vieler nationaler und internationaler Organisationen und Kommissionen, z. B. Mitglied der Expertenkommission der Organisation for Economic Co-operation and Development OECD (Biotechnologie in der Nutztierzucht, 1989–1993), Mitglied des Technologierats der Bundesregierung (1996), Schatzmeister der International Society for Animal Genetics (ISAG 2000–2006), Schatzmeister der Gesellschaft für Tierzuchtwissenschaften (GfT, 2000–2003), Mitglied des International Research Advisory Committee (IRAC) der Alberta Prion Research Initiative (APRI, Canada) von 2005 bis 2008, Mitglied des College of External Review (CER) des Prion Institute (Alberta, Canada) seit 2008, Präsident der International Society for Animal Genetics (ISAG 2006–2010). Seit 2012 ist er Fachexperte und seit 2015 stellvertretender Vorsitzender der wissenschaftlichen Kommission der Einstein Stiftung Berlin. 2021 wurde er in den Forschungsausschuss der Gesellschaft zur Förderung kynologischer Forschung e. V. (GkF) gewählt.
Seit April 2024 ist er Vizepräsident der Niedersächsischen Akademie der Wissenschaften zu Göttingen.
Mehrere seiner akademischen Schüler wurden zu Professoren in den Bereichen der Lebenswissenschaften, Molekulargenetik und Veterinärmedizin berufen, u. a. Tosso Leeb, Stephan Neumann, Christoph Knorr, Kesinee Gatphayak, Rifat Morina, Artur Luiz da Costa da Silva und Ekkehard Schütz.

## Auszeichnungen
- 2001: Anerkennungspreis der Innovations-Capital Göttingen GmbH[18]
- 2001: ordentliches Mitglied der Nationalen Akademie der Wissenschaften Leopoldina (Halle/Saale)[19]
- 2002: ordentliches Mitglied der Niedersächsischen Akademie der Wissenschaften zu Göttingen
- 2006: Wissenschaftspreis der Heinrich-Stockmeyer-Stiftung für die Entwicklung des BSE-Lebendtests (zusammen mit seiner Arbeitsgruppe)[20]
- 2012: Freundschaftspreis der Volksrepublik China[21][22]
- 2012: Lushan-Freundschaftspreis der Provinz Jiangxi (China)[22]
- 2016: Ehrenprofessur der Jiangxi Agricultural University (China)[23]
- 2018: Ehrenprofessur der Moskauer Staatlichen Akademie für Veterinärmedizin und Biotechnologie[24]
- 2021: Agricultural Greater Good Award[25][26]
- 2022: Lehrpreis in Anerkennung für herausragende Leistungen in der Lehre (1. Platz)[27]